# Dolophrades terrenus
Dolophrades terrenus là một loài bọ cánh cứng trong họ Cerambycidae.